# Jesse Ventura
Jesse Ventura (tên sinh James George Janos; sinh ngày 15 tháng 7 năm 1951) là chính khách Mỹ, trước đây là đô vật chuyên nghiệp, cựu binh trong khóa Hải kích (Underwater Demolition Team, UDT) của Hải quân Hoa Kỳ, diễn viên, và người dẫn chương trình talk show trên TV và radio. Trong đời sự nghiệp đô vật, ông cũng được gọi là "The Body" (Thân thể), "The Star" (Ngôi sao), và "The Governing Body" (Hội đồng Quản trị). Năm 1998, ông được bầu làm thống đốc thứ 38 của tiểu bang Minnesota. Ông giữ chức này từ ngày 4 tháng 1 năm 1999 đến ngày 6 tháng 1 năm 2003 và không ra ứng cử lại.
Ventura ứng cử là đảng viên Đảng Cải cách Minnesota, nhưng về sau gia nhập Đảng Độc lập Minnesota sau khi nó ly khai khỏi Đảng Cải cách Hoa Kỳ. Với đa số nhỏ, ông bất ngờ thắng ứng cử viên của hai đảng lớn của tiểu bang: thị trưởng St. Paul Norm Coleman (Cộng hòa) và Bộ trưởng tư pháp Minnesota Hubert H. "Skip" Humphrey III (DFL). Cuộc vận động bầu cử của ông bao gồm những hội chính trị cơ sở (grassroots) lớn và những đoạn quảng cáo độc đáo trên TV, được đạo diễn bởi Bill Hillsman và dùng khẩu hiệu "Đừng bỏ phiếu cho chính trị bình thường" (Don't vote for politics as usual). Ông tốn vào khoảng 600.000 đô la trong cuộc vận động, ít hơn các đối thủ nhiều, và ông được coi là một trong những ứng cử viên đầu tiên sử dụng Internet một cách tích cực để liên lạc với cử tri.
Trong chức thống đốc, Ventura đạt tỷ lệ đồng ý (approval rating) cao nhất trong lịch sử Minnesota, với một số cuộc thăm dò ý kiến tính tỷ lệ tới 73% vào năm 1999, bất chấp những lời nói công khai gây ra tranh luận. Tuy nhiên, không lâu thì dân Minnesota không còn thích ông như về trước do tình trạng kinh tế và vì dân tiểu bang không còn chịu những hành động và lời nói luận chiến. Đưa ra lý do báo chí nhìn vào cuộc sống của gia đình ông kỹ quá, ông quyết định không ra ứng cử lần thứ hai năm 2002.